# Le Voleur de Venise (film, 2006)
Pour les articles homonymes, voir Le Voleur de Venise.
Pour plus de détails, voir Fiche technique et Distribution.
Le Voleur de Venise (The Thief Lord en anglais, Herr der Diebe en allemand) est un film d'aventures luxembourgo-germano-britannique réalisé par Richard Claus, sorti en 2006. C'est une adaptation du roman Le Prince des voleurs (Herr der Diebe) de l'écrivaine Cornelia Funke.

## Fiche technique
- Titre français : Le Voleur de Venise
- Titre original britannique : The Thief Lord
- Titre allemand : Herr der Diebe
- Réalisation : Richard Claus
- Scénario : Daniel Musgrave et Richard Claus d'après Le Prince des voleurs de Cornelia Funke
- Musique : Nigel Clarke et Michael Csányi-Wills
- Photographie : David Slama
- Montage : Peter R. Adam
- Production : Richard Claus
- Société de production : Thema Production, Comet Film Produktion, Delux Productions, Future Films et Warner Bros.
- Société de distribution : Condor Entertainment (France, vidéo)
- Pays :  Luxembourg,  Royaume-Uni et  Allemagne
- Genre : Aventure, drame, fantastique
- Durée : 98 minutes
- Dates de sortie : 
  - Allemagne et Autriche : 5 janvier 2006
  - Royaume-Uni : 26 mai 2006
  - France : 2 novembre 2012 (en vidéo)

## Distribution
- Aaron Taylor-Johnson : Prosper
- Jasper Harris : Bo
- Carole Boyd : Esther Hartlieb
- Bob Goody : Max Hartlieb
- Jim Carter : Victor
- Malcolm Turner : Chemist
- Rollo Weeks (VF : Jerome Wiggins) : Scipio
- George MacKay : Riccio
- Alice Connor : Hornet
- Lathaniel Dyer (VF : Virginie Emane ) : Mosca
- Alexei Sayle : Barbarossa
- Vanessa Redgrave (VF : Frédérique Cantrel) : Sœur Antonia
- Caroline Goodall : Ida

- Version française
  - Studio de doublage : Gomédia
  - Direction artistique : Claire Beaudoin
  - Adaptation : Claire Beaudoin

 Source et légende : version française (VF) sur RS Doublage

## Distinctions
- World Soundtrack Awards 2006 : nommé dans la catégorie Découverte musicale de l'année[2]